# باول هيوز
باول هيوز (بالإنجليزية: Paul Hughes)‏ (19 أبريل 1976 بهامرسميث في المملكة المتحدة - ) هو لاعب كرة قدم بريطاني في مركز الوسط. لعب مع تشيلسي وستوكبورت كونتي ونادي ساوثهامبتون ونادي كرو ألكساندرا ونادي لوتون تاون ونورويتش سيتي.

## وصلات خارجية
- باول هيوز على موقع قاعدة بيانات كرة القدم.إي يو (الإنجليزية)
- باول هيوز على موقع Soccerbase.com (لاعب) (الإنجليزية)
- باول هيوز على موقع عالم كرة القدم.نت (الإنجليزية)